# Будни уголовного розыска
«Будни уголовного розыска» — советский детектив режиссёра Суламифи Цыбульник по сценарию Михаила Маклярского и Кирилла Рапопорта. Условный сиквел фильма «Инспектор уголовного розыска».
Лидер советского проката 1974 года — 27,3 млн зрителей. Один из популярнейших фильмов о милиции в Советском Союзе.

## Сюжет
По городу и его окрестностям прокатилась волна дерзких ограблений. Преступники выжидали момент, когда в кассы небольших предприятий или учебных заведений доставляли крупные суммы наличных денег, взламывали помещение и вывозили железные ящики с деньгами, предположительно на мотоцикле с коляской.
Уголовник Дмитрий Панасюк вместе с сообщником ограбил кассу в небольшом посёлке, затем намеренно совершил карманную кражу и получил небольшой срок. Он надеялся отсидеться в тюрьме и выйти через пару лет, но неожиданно заболел и скоропостижно скончался, успев перед смертью рассказать о тайнике с деньгами выходившему на свободу Хлопову.
За Хлоповым была установлена слежка. Он появился у матери Панасюка в дальнем закарпатском селе, нашёл тайник в старом дупле, но был арестован подоспевшими оперативниками.
Тем временем милиция, заподозрив хозяина угнанного мотоцикла, вышла на след продолжавшихся ограблений. Подполковник Миронов сумел разгадать хитрость организатора дерзких налётов Лаврова, и тот был разоблачён после последнего грабежа вместе с помогавшим ему Вовченко.
Параллельно с основным расследованием подполковник Миронов участвует в разработке дел о подделках документов, денег и лотерейных билетов. Как выясняется, в этих преступлениях был замешан ранее судимый Сосин (Михаил Водяной).

## В главных ролях
- Борис Зайденберг — подполковник милиции Миронов Евгений Игнатьевич
- Николай Лебедев — комиссар милиции Николай Дмитриевич
- Виктор Мирошниченко — майор милиции Белоус
- Павел Кормунин — капитан милиции Катин Иван Кузьмич
- Владимир Нечепоренко — лейтенант милиции Зимовец Валентин
- Екатерина Крупенникова — Кира Васильевна Миронова, эксперт-криминалист
- Юрий Каморный — Олег Александрович Таранцев
- Лев Перфилов — Анатолий Юрьевич Мальцев, отец Светы (озвучивал ???)
- Владимир Бабиенко — Алёша Демченко
- Михаил Водяной — Сосин Роберт Аркадьевич
- Роберт Клявин — Лавров Владимир Александрович
- Борис Мирус — Хлопов Павел Данилович
- Константин Степанков — Панасюк Дмитрий Николаевич

## В ролях
- Николай Дупак — начальник колонии
- Юрий Белов — сообщник Муратова
- Раднэр Муратов — Муратов
- Юрий Дубровин — помощник Сосина
- Михаил Бычков — Витя
- Алим Федоринский — сержант Лапченко
- Лариса Вадько — Света, дочь Мальцева
- Николай Сектименко — эпизод — лейтенант в колонии
- Зоя Недбай — эпизод — Нина Петровна, сотрудница сберкассы
- Александр Милютин — эпизод — Рундуков ("Рундук"), рецидивист

## Съёмочная группа
- сценарий — Михаила Маклярского, Кирилла Рапопорта
- постановка Суламифи Цыбульник
- оператор-постановщик — Наум Слуцкий
- художник-постановщик — Вульф Агранов
- композитор — Модест Табачников
- текст песен — Евгений Долматовский
- директор картины — Валентина Гришокина

Фильм снимался в городе Киеве. В фильме прозвучали ставшие популярными песни композитора М. Табачникова на стихи Е. Долматовского «Остаюсь на опасном посту» в исполнении Владимира Трошина и «Осторожно, любовь!» в исполнении Светланы Резановой.

## Критика
Кинокритик Всеволод Ревич оценил фильм «Будни уголовного розыска» наряду с «Инспектором уголовного розыска»: «Поставленные вполне профессионально, они, к сожалению, не выделились ничем из стандарта подобных картин, стандарта инспекторов, стандарта преступников».